# Cultul personalității în Coreea de Nord

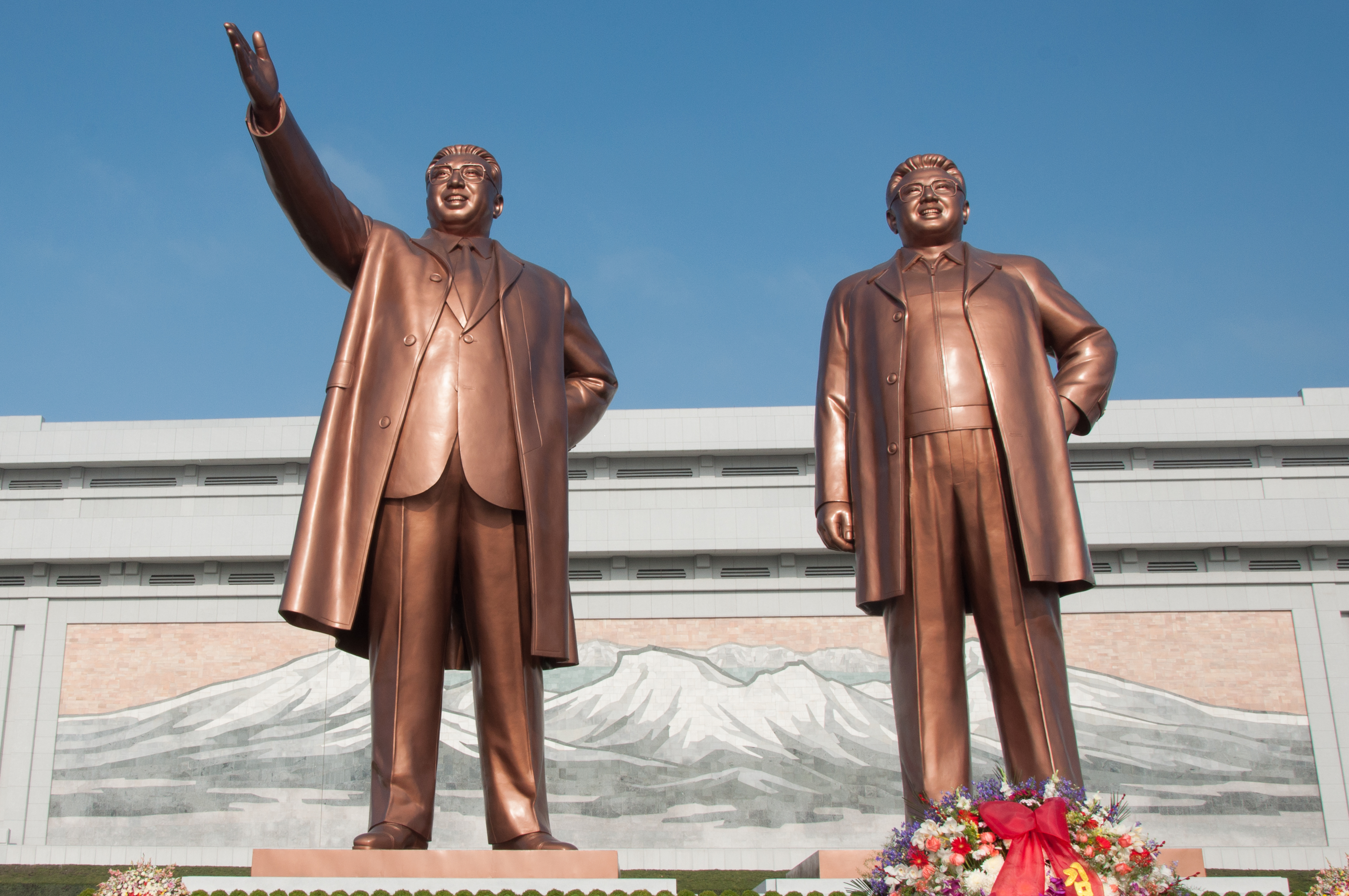
Statuile celor doi lideri nord-coreeni, Kim Ir-sen şi Kim Jong-il

Cultul personalității din Coreea de Nord, care are în centru dinastia Kim, există în Coreea de Nord timp de mai multe decenii și poate fi observat în numeroase exemple ale culturii nord-coreene.  Deși nu este recunoscut oficial de către guvernul nord-coreean, există pedepse aspre pentru cei care nu își arată respectul "cuvenit" sau care critică regimul. Cultul personalității a început după ce Kim Ir-sen a preluat puterea în 1948 și a fost puternic dezvoltat după moartea sa în 1994.
Deși alte țări au avut culte ale personalității la nivele diferite (cum ar fi cel al lui Nicolae Ceaușescu din România), amploarea și natura cultului personalității din Coreea de Nord depășește cultul personalității lui Ceaușescu, Stalin sau Mao Zedong. Cultul este marcat și de intensitatea sentimentelor poporului și a devotamentului față de liderii săi.

## Origini
Kim Ir-sen a dezvoltat ideologia politică a Ideii Juche, în general înțeleasă drept încrederea în sine, și a dezvoltat-o puternic în anii 1950 și 1970. Era ghidul principal al tuturor formelor de învățământ, cultură și viață din întreaga națiune până când Kim Jong-il a introdus politica Songun care întărește filosofia Juche și are un puternic impact asupra politicilor economice naționale.
Autoritățile nord-coreene au adoptat porțiuni din diferite religii pentru utilizare proprie, deși religia în general este interzisă în Coreea de Nord. Un exemplu poate fi descrierea lui Kim Ir-sen de zeu și a lui Kim Jong-il de fiu de zeu sau "Soarele națiunii", evocând imaginea tată-fiu a Creștinismului. Există o credință și mai larg răspândită conform căreia Kim Ir-sen a fost un "spirit atotputernic" care "a creat lumea" și conform căreia Kim Jong-il controla vremea și înfăptuia minuni precum vindecarea orbilor și a bolnavilor, care de asemenea reflectă Creștinismul. Societatea coreeană este practic o societate Confucianistă care acordă o importanță puternică ierarhiei și loialității paternale. Dinastia Kim au preluat aceste tradiții și le-au eliminat caracterul religios, înlocuindu-le cu loialitatea față de stat și față  de familia conducătoare pentru a controla populația. În ciuda eliminării religiei, unii au descris că însuși statul, sub filosofia Juche, este o religie sociologică venerată de întreaga populație nord-coreeană.
Conform unui raport al New Focus International, cele două companii importante de știri nord-coreene publică în jur de 300 de articole lunar care au legătură cu "cultul dinastiei Kim".

## Kim Ir-sen

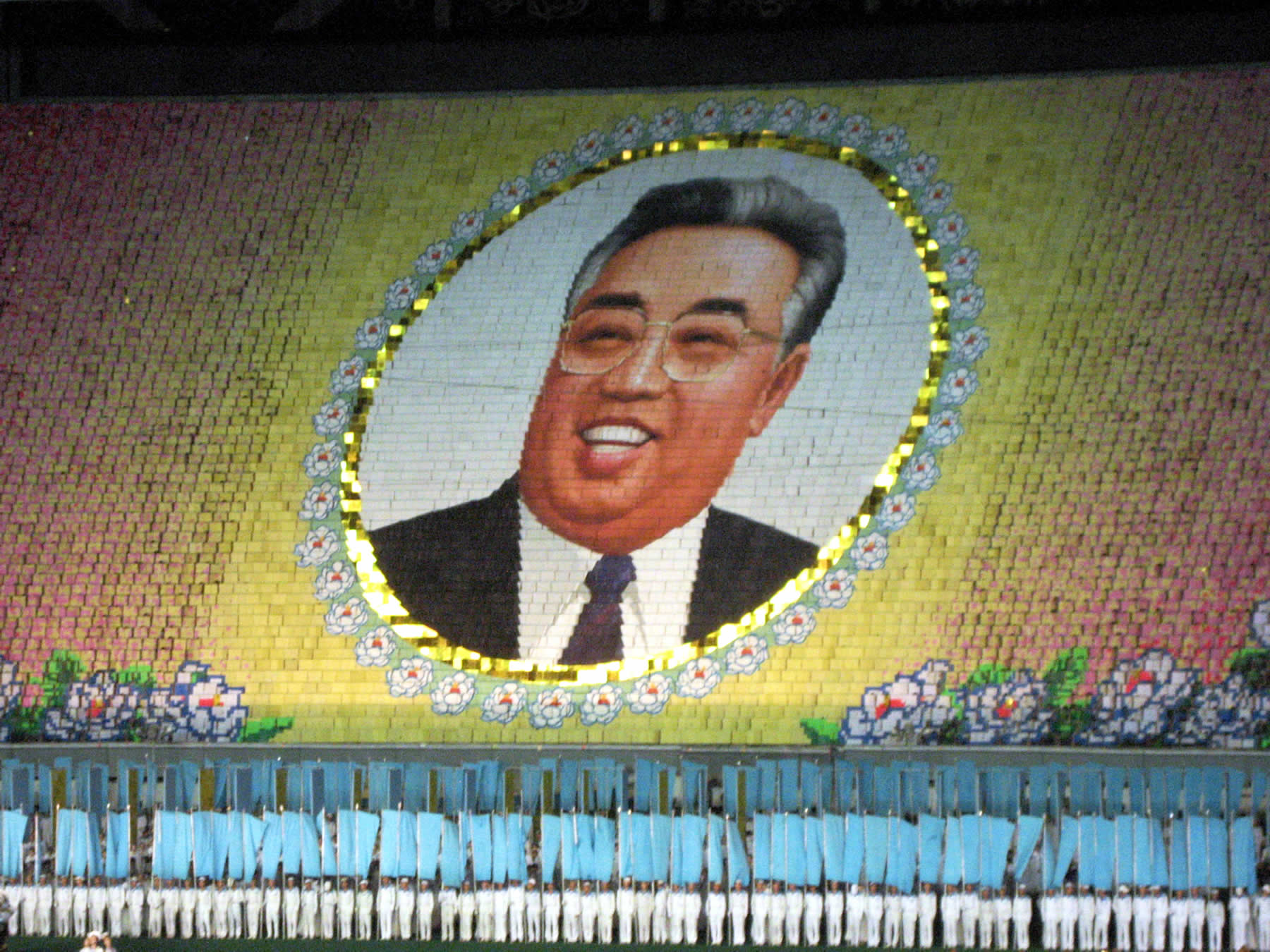
Imaginea lui Kim Ir-sen realizată de câteva mii de oameni

Cultul personalității centrat în jurul lui Kim Ir-sen este de departe cel mai răspândit, cuprinzător și sincer din partea populației.
Deși acest cult al personalității a început mai devreme (primele statui au fost ridicate în jurul anului 1949), venerarea lui Kim Ir-sen a început integral după o masivă epurare în 1953.
Potrivit legendei, Kim Ir-sen provine dintr-o lungă dinastie de conducători iar istoria modernă oficială a Coreei de Nord se axează pe viața și activitățile sale. Este recunoscut că a reușit de unul singur să învingă trupele japoneze și să elibereze Coreea de sub dominația japoneză și îi este atribuită reclădirea națiunii după Războiul din Coreea. Pe parcursul vieții sale a primit numeroase titluri grandioase precum "Soare", "Marele președinte", "Lider ceresc" și altele.
Toate publicațiile importante (ziare, reviste, etc.) trebuiau să includă "cuvinte de instrucțiune" din partea lui Kim Ir-sen. În plus, numele său trebuie scris într-un singur cuvânt și într-un singur rând, nu are voie să fie despărțit în silabe.  Copii nord-coreeni erau învățați la școală că erau hrăniți, îmbrăcați și crescuți în toate aspectele prin "grația marelui Președinte". Școlile primare mai mari au o cameră separată unde se țin prelegeri și sunt dedicate exclusiv lui Kim Ir-sen (cunoscute sub numele de Institutul de Cercetare Kim Ir-sen). Aceste camere sunt foarte bine îngrijite, sunt construite cu materiale de cea mai bună calitate și au o machetă a locului nașterii sale din Mangyongdae-guyok. Dimensiunea portretelor care decorează clădirile publice variază în fucție de dimensiunea clădirii iar locul nașterii sale a devenit loc de pelerinaj.
Când Kim Ir-sen a decedat în 1994, succesorul său, Kim Jong-il, a decretat trei ani de doliu național. Cei care încălcau regulile de doliu (de exemplu, consumau băuturi alcoolice) erau pedepsiți. După moartea sa a fost cunoscut drept "Președinte Etern" iar în 1998 a fost modificată Constituția Națională pentru a reflecta acest lucru. Când tatăl său a murit, Kim Jong-il a dezvoltat și mai puternic cultul personalității al acestuia.
În 1997 în Coreea de Nord a fost implementat sistemul de datare Juche care a înlocuit calendarul Gregorian iar anul 1 reprezintă anul nașterii lui Kim Ir-sen (15 aprilie 1912). Prin urmare, anul 2018 corespunde anului Juche 107 (anul 0 nu există).

## Kim Jong-il

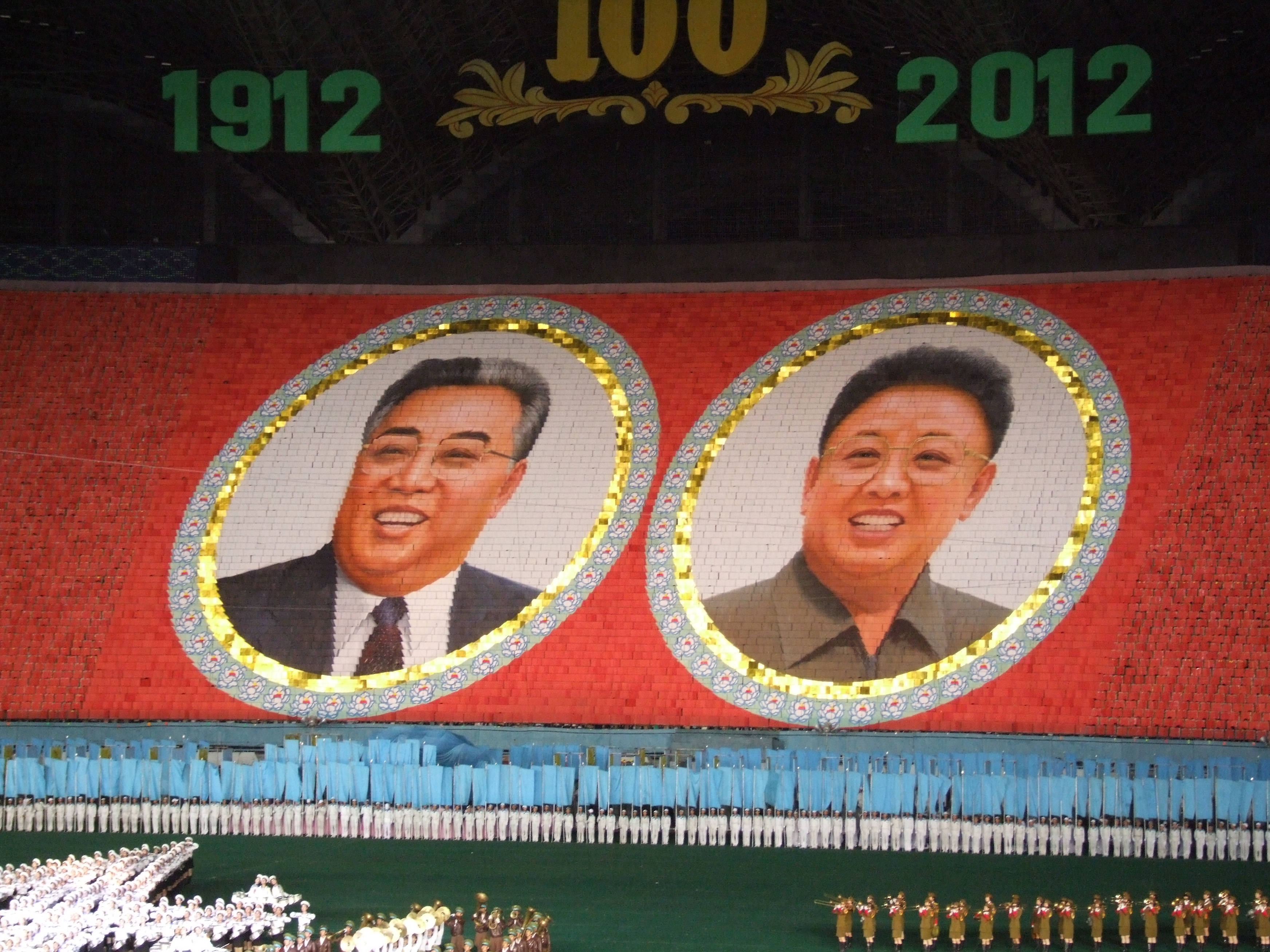
Imaginea celor doi lideri nord-coreeni, Kim Ir-sen şi Kim Jong-il

În ton cu aspectele mitologice ale istoriei nord-coreene, se spune că Kim Jong-il s-a născut în 1942 pe Muntele Paektusan la baza secretă a tatălui său (în realitate el s-a născut în 1941 în Uniunea Sovietică) și că nașterea sa a fost anunțată de o rândunică și că a cauzat ca iarna să se transforme în primăvară, o stea să lumineze bolta cerească și că a dus la apariția spontană a unui dublu curcubeu.
Înainte de 1996 Kim Jong-il a interzis ridicarea de statui cu el și a descurajat portretele. Totuși, în 1996 a ordonat ca în școli să fie construită o cameră separată pentru predici dedicate lui (cunoscute sub numele de Institutul de Cercetare Kim Jong-il). În aceste săli era și o machetă a locului nașterii sale. În toată țara există aproximativ 40.000 de astfel de "instituții de cercetare" (dedicate atât lui cât și tatălui său).
Între 1973 și 2012, Jong-il a acumulat nu mai puțin de 54 de titluri dar majoritatea acestora nu reflectau realizările sale politice și militare, mai ales că el nu a făcut niciodată instrucție militară. Aceste titluri includ "Mare lider", "Părintele Poporului", "Soarele viitorului comunist", "Raza de soare călăuzitoare", "General iubit și respectat", "Steaua socialismului", "Marele soare al vieții", "Om mare coborât din ceruri" și "Secretar general etern al Partidului".
Pe parcursul vieții sale guvernul a publicat o serie de rapoarte propagandistice ale marilor realizări ale lui Kim Jong-il, cum ar fi aceea că putea să meargă și să vobească înainte de a împlini vârsta de șase luni și că starea sa de spirit poate controla condițiile meteo.

### După moarte
După moartea sa, Agenția Centrală de Știri Coreeană a declarat că strate de gheață s-au fracturat cu un zgomot asurzitor la Lacul Chon de pe Muntele Paektusan iar o furtună de zăpadă cu vânturi puternice a răscolit zona. Un document politic al fiului său, Kim Jong-un, a căutat să întărească imaginea tatălui său "Secretar general etern al Partidului". Mulți au jelit pe parcursul celor 100 de zile de doliu iar un analist al Institutului Coreean de Unificare Națională din Coreea de Sud a declarat că mare parte din mâhnirea dovedită în perioada de doliu este o dovadă a jalei profunde. Totuși, există dubii cu privire la natura autentică a acestor acte.
La fel ca și în perioada de doliu a lui Kim Ir-sen, persoanele care încălcau regulamentele pe perioada celor 100 de zile de doliu sau despre care se credea că nu sunt sinceri în jelirea lor erau pasibili de pedeapsă iar în unele cazuri chiar executate.
Câteva statui de bronz la scară mare au fost ridicate lângă statuile lui Kim Ir-sen. Acestea includ două statui ecvestre de 5,7 metri care îi reprezintă pe cei doi Kim călare pe cal (primul monument la scară mare construit după moartea lui Kim Jong-il, și o statuie de 23 de metri la Mansudae, Pyongyang.

## Kim Jong-un
Kim Jong-un, nepotul fondatorului Coreei de Nord, a fost în mare parte absent din viața publică și guvernamentală înainte de mijlocul anilor 2000. În 2010 a început să fie cunoscut drept "Tânărul General" iar la sfârșitul anului 2011 drept "General respectat". La fel ca și tatăl său, nu a avut parte de instrucție sau serviciu militar. O dată cu moartea sa, media a început să i se adreseze drept "Marele succesor". Deși încă este la începutul conducerii sale, cultul său personal încă se află în dezvoltare. Unii comentatori au afirmat că asemănarea sa izibitoare cu Kim Ir-sen l-a ajutat să își solidifice poziția de lider indiscutabil.
La puțin timp după preluarea puterii s-a ridicat un semn propagandistic în onoarea sa lung de 560 m, vizibil din spațiu, pe care scrie "Trăiască Generalul Kim Jong-un, Soarele strălucitor".

## Monumente, imagini și costuri

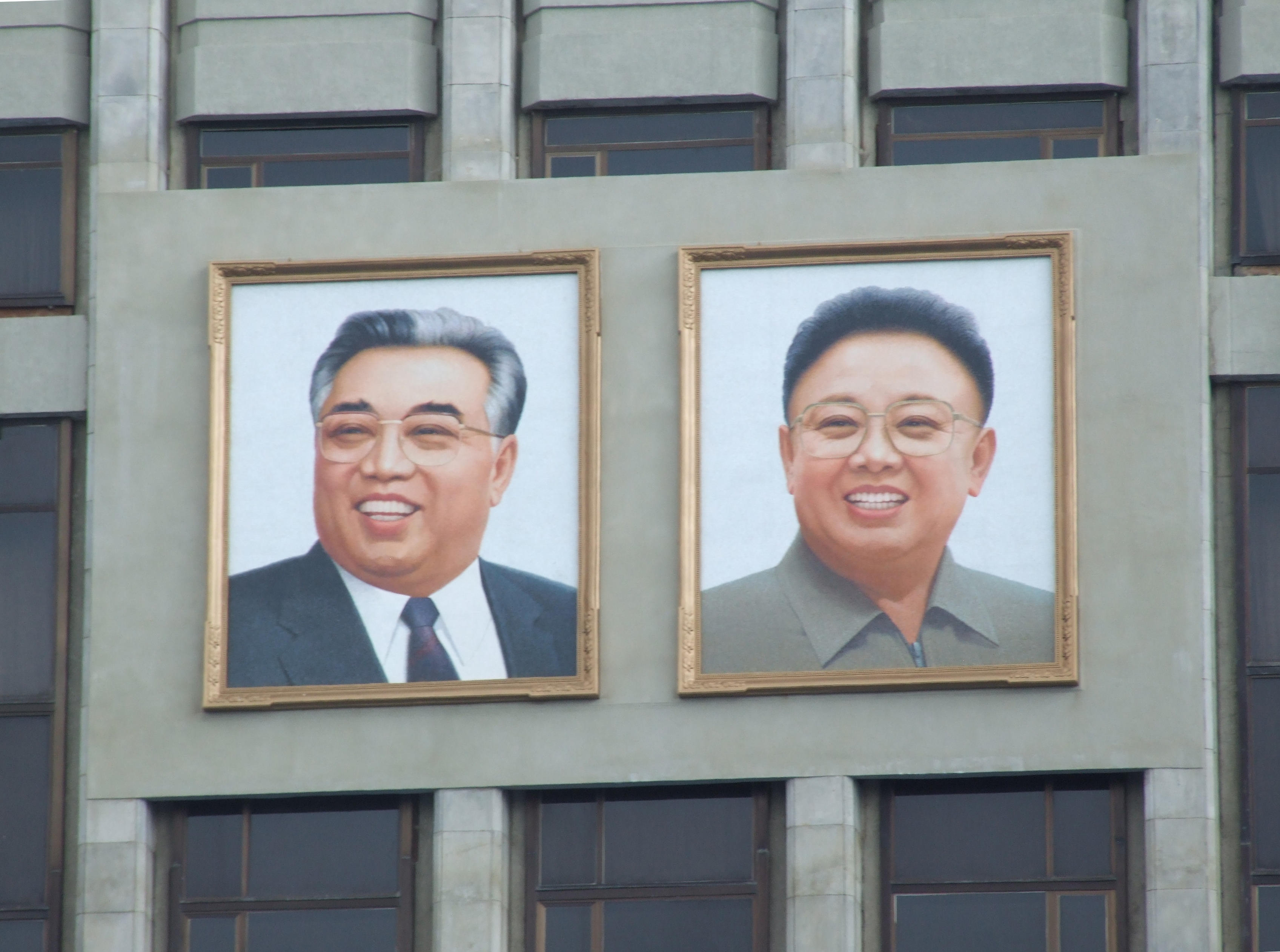
Imaginile celor doi Kim de pe palatul Copiilor din Mangyongdae

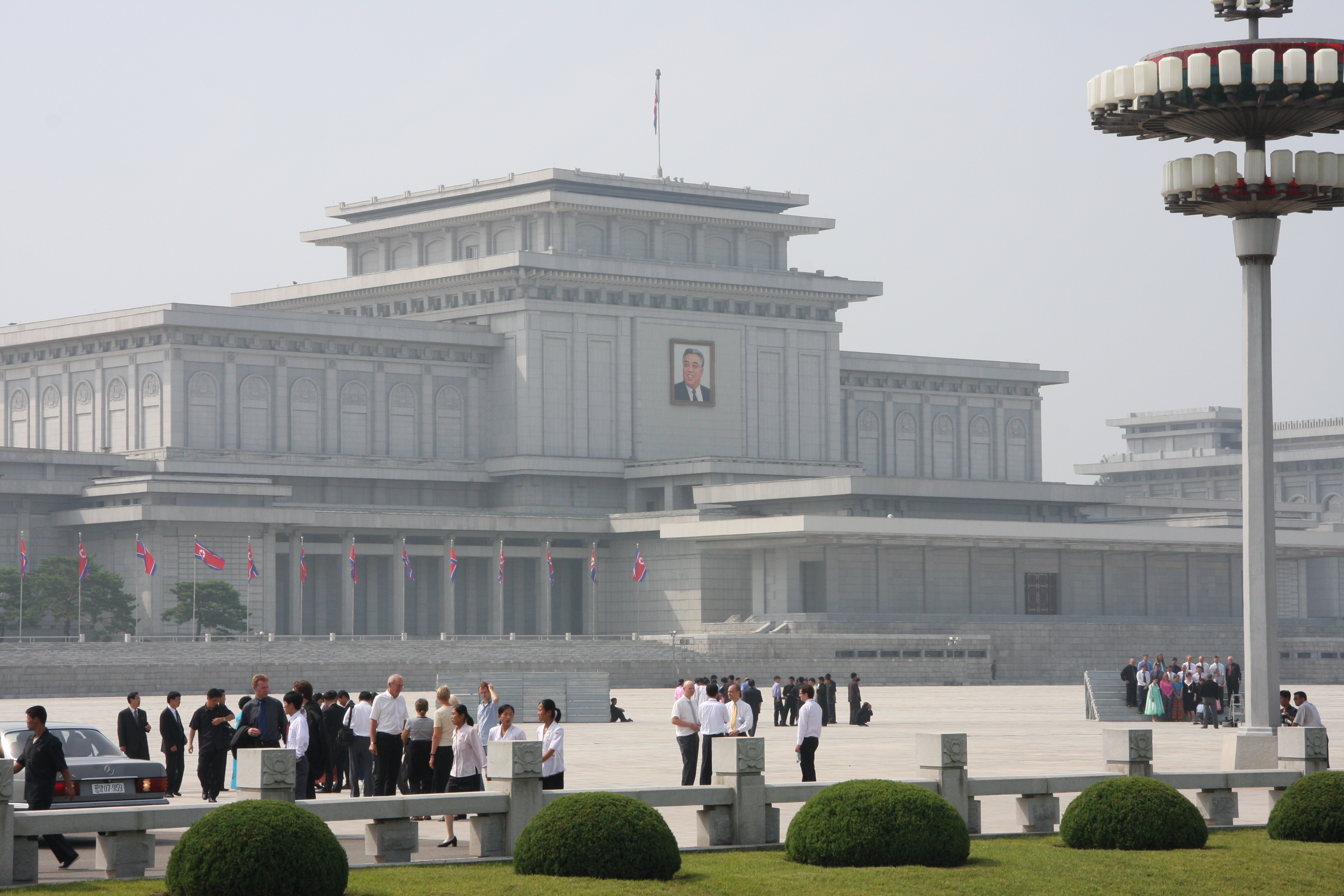
Mausoleul de la Kumsusan

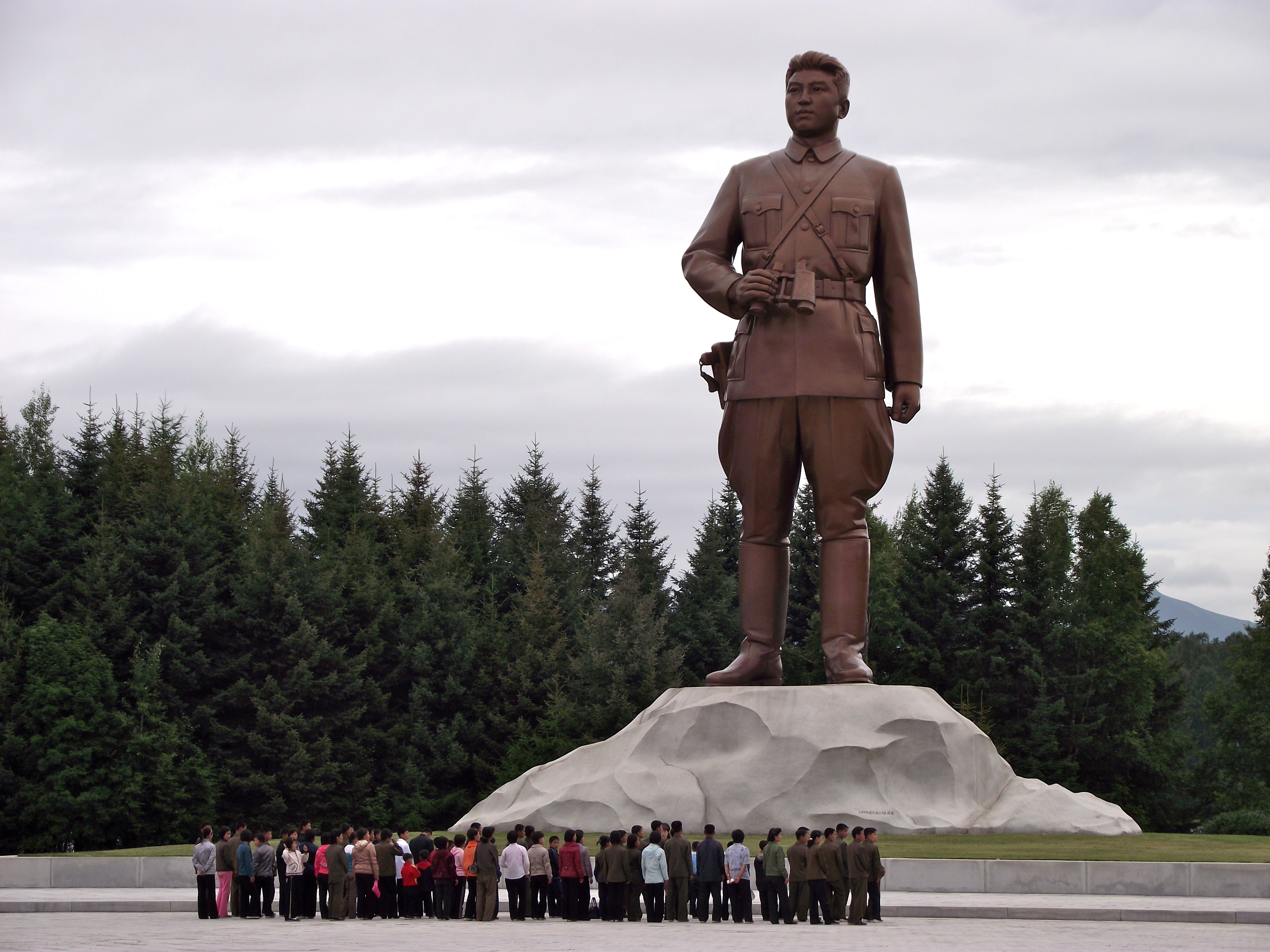
Marele Monument de la Samjiyon

În toată țara există un număr estimat la 34.000 de statui ale lui Kim Ir-sen iar după moartea sa în 1994 guvernul a început să ridice 3.200 de obeliscuri în fiecare oraș al țării, obeliscuri numite "Turnuri ale Vieții Eterne". Aceste obeliscuri expun calitățile de "Mare Mareșal" și, la fel ca și în cazul celorlalte monumente, cetățenii (și turiștii) trebuie să aducă flori sau alte semne de respect la statui în timpul anumitor sărbători sau pur și simplu când le vizitează. Există o lege națională cu privire la fotografierea acestor statui, în sensul că este obligatorie fotografierea întregii statui (este interzisă doar fotografierea capului sau a oricărei alte părți din statuie).
Palatul Soarelui de la Kumsusan a fost construit ca reședință oficială a lui Kim Ir-sen în 1976. După moartea sa a fost convertit în mausoleul său (și ulterior al fiului său). Se crede că a costat între 100 și 900 de milioane de dolari și este cel mai mare mausoleu dedicat unui lider comunist.
După moartea lui Kim Jong-il guvernul a început să inscripționeze numele său pe fiecare obelisc și au fost ridicate noi statui ale sale.
Imaginile lui Kim Ir-sen și a lui Kim Jong-il sunt prezente în toate locurile asociate transportului public și se află în fiecare stație feroviară și aeroport din țară. Toate casele din Coreea de Nord trebuie să aibă o fotografie a ambilor Kim atârnată de perete. Nimic altceva nu mai trebuie atârnat pe perete iar portretele trebuie curățate cu materiale speciale în fiecare zi. Cadrele Partidului și oficialii militari trebuie să păstreze trei portrete, ale celor doi Kim și a lui Kim Jong-suk, soția lui Kim Ir-sen. Imaginile sunt permise a fi realizate doar de anumiți artiști de la Imprimeria Mansudae. Imaginile din ziare sau alte publicații trebuie respectate iar paginile care conțin aceste imagini nu trebuie aruncate sau desfigurate. Trebuie colectate și returnate. Adulții nord-coreeni trebuie să poarte o agrafă care are imaginea lor pe partea stângă, deasupra inimii.
Există povești despre persoane care și-au riscat viața pentru a proteja aceste portrete în timpul diferitelor dezastre dar puține au fost și dovedite. În 2012 o fetiță de 14 ani s-a înecat în timp ce încerca să salveze portretele din casa familiei ei în timpul unei viituri. Guvernul nord-coreean i-a conferit premiul "Kim Jong-il de Onoare a Tineretului" iar școala la care studia va fi redenumită în onoarea ei.

## Sărbători
Zilele de naștere ale lui Kim Ir-sen (15 aprilie), Kim Jong-il (16 februarie) și Kim Jong-suk (24 decembrie) sunt sărbători naționale iar cetățenii și elevii au liber și primesc cadouri, cum ar fi prăjituri, din partea Partidului. Spre deosebire de sărbătorile altor personalități din întreaga lume, sărbătorile din Coreea de Nord sunt obligatorii. Au loc numeroase evenimente (cum ar fi dansuri, evenimente sportive și parade) iar cetățenii vor oferi daruri la baza monumentelor. Sărbătorile din timpul zilelor de naștere ale dinastiei Kim implică și transmisii televizate despre viața și realizările liderilor în noaptea dinaintea sărbătorilor propriu-zise. Persoanele nu au voie să vorbească sau să adoarmă până când se termină transmisia.